# Hospital (Albacete)
Hospital es un barrio de la ciudad española de Albacete situado al sureste de la capital. Dotado de infraestructuras como el Hospital General Universitario de Albacete, tiene 1169 habitantes (2012). En el barrio se celebran las Fiestas de San Antón de la capital manchega el 17 de enero.

## Toponimia
La denominación del barrio deriva de la presencia en su territorio del Hospital General Universitario de Albacete, uno de los hospitales públicos que conforman el Complejo Hospitalario Universitario de Albacete.

## Geografía
El barrio, con forma irregular, está situado al sureste de la ciudad de Albacete, entre las calles Almansa y Hellín (Circunvalación) al sur, la Avenida de España al oeste, la calle Batalla del Salado y un pequeño tramo de Hermanos Falcó al norte y la Carretera de Valencia al este. Limita con los barrios Medicina, Hermanos Falcó, Universidad y Sepulcro-Bolera al sur, Parque Sur al oeste, Centro y Carretas al norte y La Milagrosa al este.

## Historia
En la historia del barrio es clave la historia del hospital que le da nombre y en torno al que se ha creado y expandido por el este. El Hospital General Universitario de Albacete fue inaugurado el 18 de abril de 1985 por el ministro de Sanidad, Ernest Lluch. Anteriormente, desde 1922, su lugar era ocupado por el Hospital de San Julián, diseñado por el arquitecto Ramón Casas Massó, para cuyo proyecto se basó en el Hospital Militar de Madrid y en el de Ependorff de Hamburgo (Alemania).

## Demografía

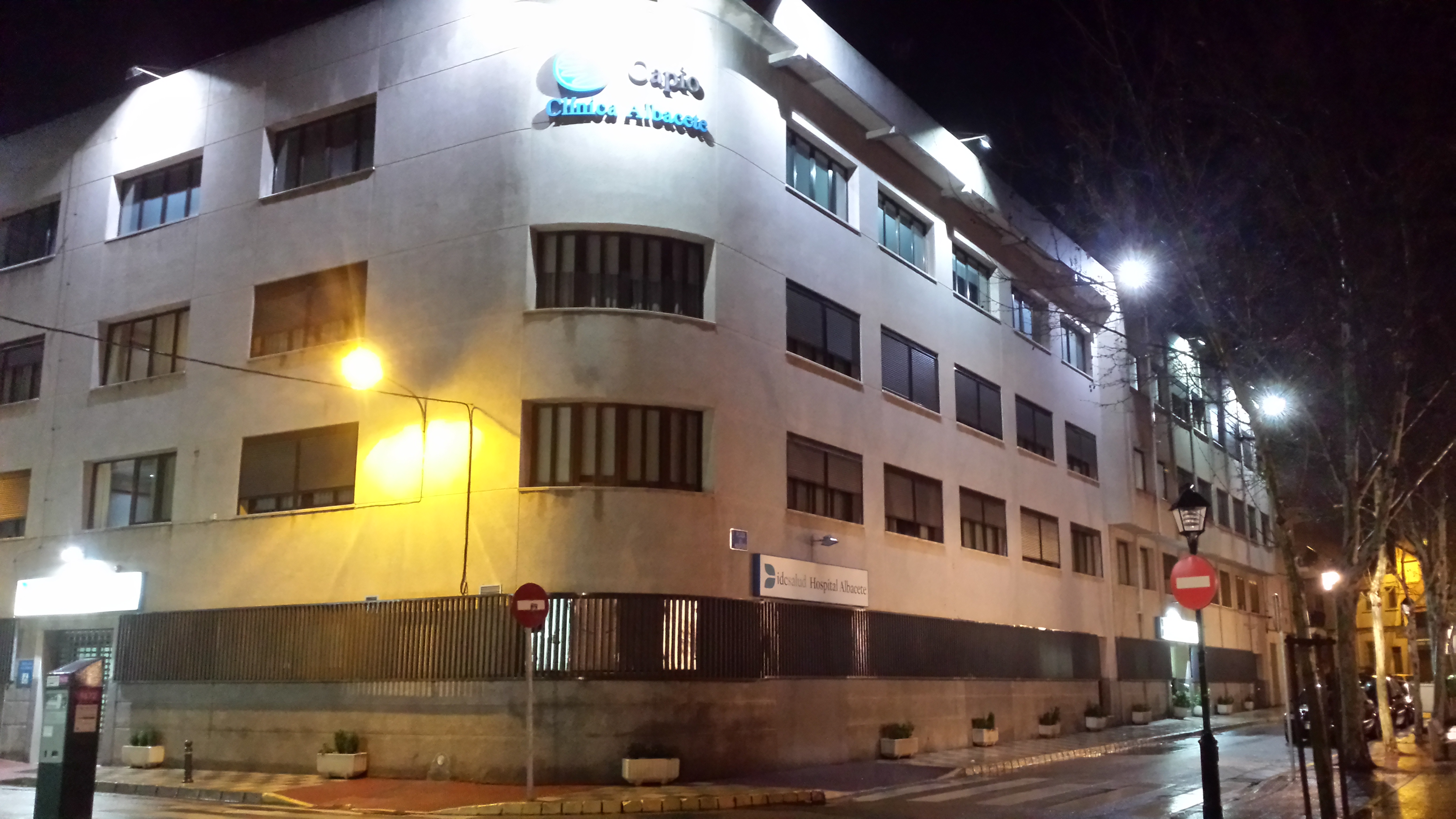
Hospital Quirón, en la plaza del Madroño

El barrio tiene 1169 habitantes (2012): 582 mujeres y 587 hombres. La edad media de los habitantes del barrio es de 36,3 años, por lo que su población es ligeramente más joven que la media de la ciudad. Los extranjeros en el barrio suponen el 5,9 % del total de sus habitantes y el porcentaje de personas que viven solas es del 9 %. El nivel de estudios del barrio es ligeramente superior a la media de la ciudad. Su población activa es superior a la media, mientras que el salario medio de sus habitantes es inferior a la media. El porcentaje de personas que viven en una vivienda hipotecada es del 46 %, superior a la media de la ciudad.

## Infraestructuras

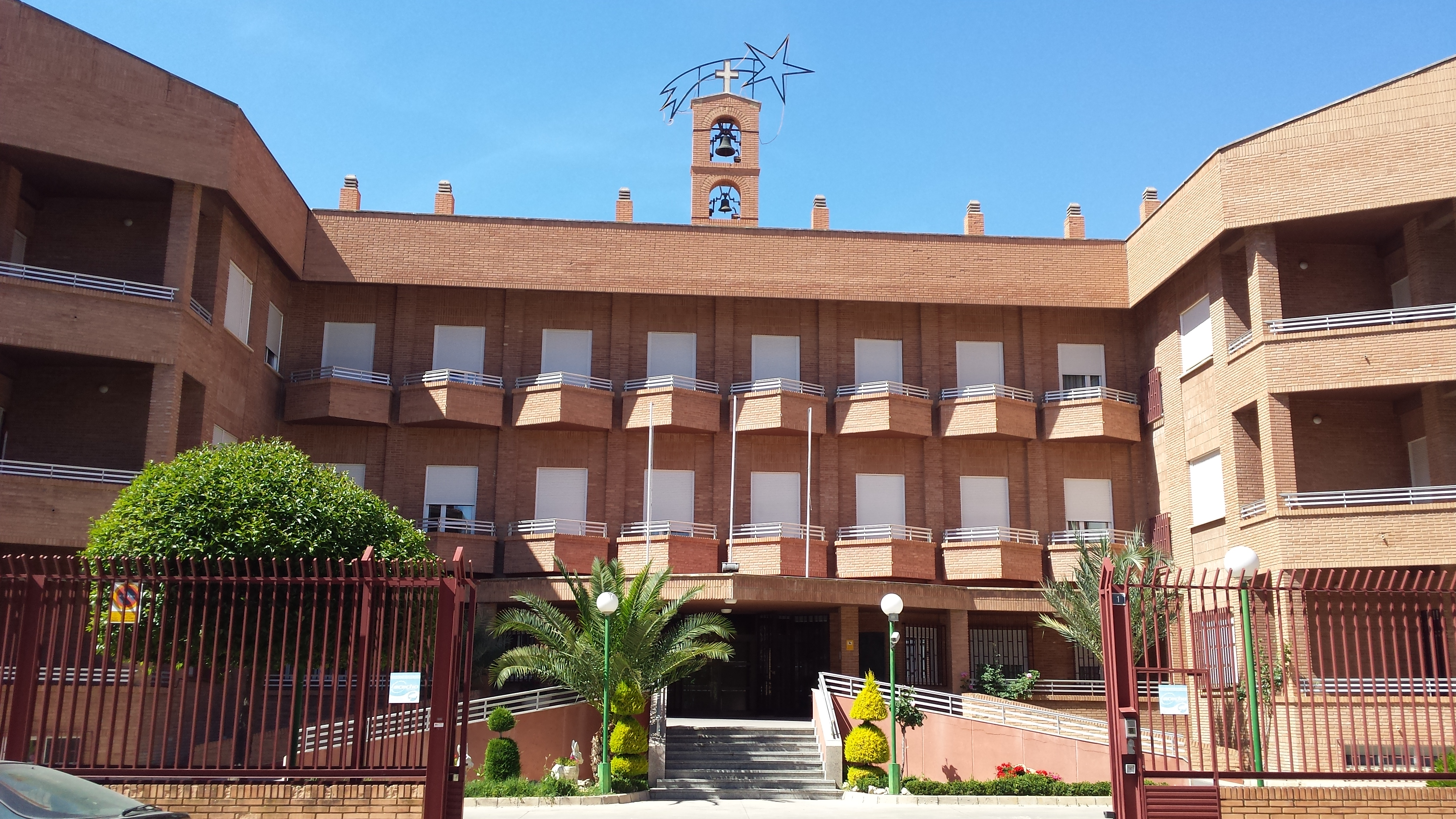
Entrada del asilo de San Antón

El extenso barrio alberga el Hospital General Universitario de Albacete, el Hospital Quirón de Albacete (privado), el Museo Pedagógico y del Niño de Castilla-La Mancha, la Residencia Universitaria Benjamín Palencia, el Asilo de San Antón, la Consejería de Empleo y Economía de Castilla-La Mancha, el Parque de Maquinaria de la Consejería de Fomento, la Tesorería General de la Seguridad Social, el Pabellón Polideportivo Virgen de Los Llanos (inaugurado en 2002), los Colegios Públicos Virgen de los Llanos y Príncipe Felipe, dos centros socioculturales (Hospital 1 y Hospital 2), la iglesia de San Vicente de Paúl, la iglesia de Nuestra Señora de las Angustias y una iglesia evangélica.

## Fiestas

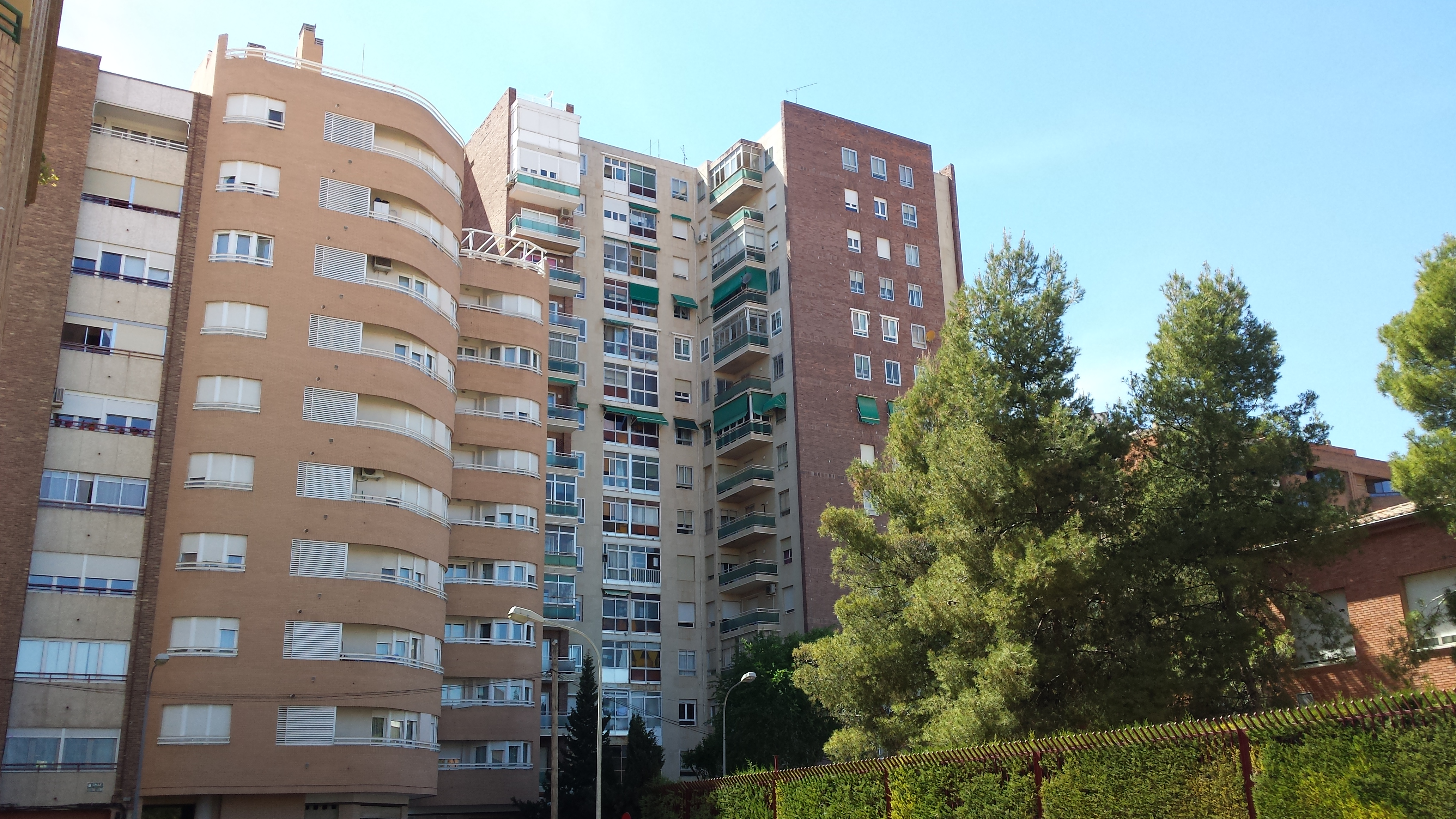
Torres del barrio Hospital

El 17 de enero, día de San Antonio Abad, se celebra San Antón, siendo tradicional la bendición de los animales por el obispo de Albacete en el asilo de San Antón, en el oeste del barrio. Es típico comprar unos dátiles o merendar unos churros. 
Es también una tradición la visita de los Reyes Magos al asilo de San Antón en Navidad. Las fiestas oficiales del barrio se celebran a finales de junio.

## Transporte
El barrio queda conectado mediante las siguientes líneas de autobús urbano:
| Línea | Trayecto | Recorrido                                                         | Frecuencia                                         |
| ----- | --- | ----------------------------------------------------------------- | -------------------------------------------------- |
|       | Campus UCLM - Barrio de Vereda | Recorrido Archivado el 1 de noviembre de 2014 en Wayback Machine. | 12-18 minutos                                      |
|       | Campus UCLM - Hospital Perpetuo Socorro | Recorrido Archivado el 22 de febrero de 2014 en Wayback Machine.  | 12-18 minutos                                      |
|       | Estación de Ferrocarril - Estación de Autobuses - Hospital General Universitario - Hospital Universitario Ntra. Señora del Perpetuo Socorro | Recorrido Archivado el 22 de febrero de 2014 en Wayback Machine.  | 15-22 minutos                                      |
|       | Ciudad - Parque Empresarial Campollano | Recorrido Archivado el 17 de abril de 2014 en Wayback Machine.    | Salidas 7:20, 8:20, 14:40, 15:20 (desde la ciudad) |